# Erik Georg Danielsson
Erik Georg Danielsson, född 13 juli 1815 på Berga i Fellingsbro socken, död 19 juni 1881 i Risberg, Norra Råda socken, var en svensk industriman, bankdirektör och kommunalpolitiker. Han var brorson till Carl Leonard Danielsson.

## Biografi
Erik Georg Danielsson var son till regementskommissarien Daniel Fredrik (Uhr) Danielsson. Han var elev vid Johannislunds friskola under Halleby säteri 1821-1825 och vid Norrköpings trivialskola 1825-1830. Danielsson var därefter brukselev vid Lilla Ålberga bruk 1830-1834, bruksbokhållare vid Spånga bruk i Västra Vingåkers socken 1834-1836, elev vid Bergsskolan i Filipstad 1836-1837 och blev 1837 bokhållare vid Uddeholmsverken. 1838 blev han elev i smide vid Uddeholmsverken vid bostad vid Geijersholm och var 1840-1846 Munkfors bruk. Danielsson företog 1843-1844 på Jernkontorets bekostnad en studieresa till USA, Storbritannien och Frankrike för att studera järnhanteringen där. 1846 blev han egendomsdisponent vid Uddeholmsverken och 1855 förste disponent, en tjänst han 1881 på egen begäran erhöll avsked från.
Danielsson var ledamot av Värmlands läns hushållningssällskap, en av stiftarna av Värmländska bergsmannaföreningen, invaldes till extra fullmäktig i Jernkontoret vid brukssocitetens allmänna sammankomster 1856, 1859, 1862 och 1871. Han var även suppleant av dess kommitté angående nytt reglemente 1864 och av dess kommitté angående ny gruvstadga 1874-1875. Danielsson var även ledamot av borgarståndet för bergsbrukets tredje valdistrikt 1856-1858 och var under den tiden bland annat ledamot av bankoutskottet, förstärkta konstitutionsutskottet och förstärkta lagutskottet. Han var ledamot av Värmlands läns landsting 1863-1865 och 1868-1876 och var därunder vice ordförande 1869-1870 och ordförande 1871-1876. Danielsson var även ordförande i kommittén inom Värmlands län för 1866 års allmänna industriutställning i Stockholm 1865, och ledamot av kommittén angående Falu bergsskolas förening med Teknologiska institutet 1866. Han blev även direktör för Värmlands enskilda bank 1870, ledamot av interimsstyrelsen för Bergslagernas järnvägs AB 1871-1879 och valdes till lekmannombud för Karlstads stift till 1873 års kyrkomöte, men var förhindrad att delta.
Danielsson blev riddare av Nordstjärneorden 1861 och kommendör av Vasaorden av första klass 1873. Han blev 1877 hedersledamot av Värmlands läns hushållningssällskap.